# Colombine (téléfilm)
Ne doit pas être confondu avec Columbine ou Colombine.
Pour plus de détails, voir Fiche technique et Distribution.
Colombine est un téléfilm français en deux parties réalisé par Dominique Baron, diffusé en 2019 en Suisse sur RTS Un et en France sur TF1.

## Fiche technique
Sauf indication contraire, les informations mentionnées dans cette section peuvent être confirmées par la base de données cinématographiques Allociné,  présente dans la section « Liens externes ».
- Titre : Colombine
- Réalisation : Dominique Baron
- Scénario : Dominique Baron, Sophie Deschamps
- Direction artistique : Thierry Delobel
- Décors : Bertrand l'Herminier, Oumar Sall
- Costumes : Éric Bigot, Anne Schott, Adama Diop
- Photographie : Dominique Bouilleret
- Montage : Sandrine Deegen
- Casting : Françoise Menidrey, Iman Djionne (pour l'équipe du Sénégal)
- Musique : Christophe La Pinta
- Production (exécutive) : Astou Films (pour l'équipe du Sénégal), Stéphane Amphoux, Oumar Sy, Éric Nêvé
- Co-production : TF1 Production, Be-Films, Umedia
- Société(s) de production : Big Bang Story, Solo Films
- Société(s) de distribution : TF1 Distribution
- Pays d'origine :  France
- Langue originale : Français
- Genre : Comédie dramatique
- Dates de premières diffusions :
  -  Suisse : 30 août 2019 sur RTS Un
  -  France : 16 septembre 2019 sur TF1[1]
- Public :  Déconseillé aux moins de 10 ans

## Distribution
- Corinne Masiero : Sœur Colombine
- Annabelle Lengronne : Docteur Mélia Martin
- Noom Diawara : Bakary
- Jimmy Woha-Woha : Aziz Konou, infirmier
- Julie Judd : Manon
- Sandra Luce : Sandra
- Issaka Sawadogo : Issaka Diawara, chef de l'opposition et leader du parti Afrique Demain
- Alioune Baduba : Doukouré
- Hanaé Capraja : la jeune Amina
- Oumar Namory Keita : le jeune Moussa
- Prudence Maidou : Mata
- Lamine Ndiaye : L'évêque Dabo
- Abdelkader Dieng : l'homme au stetson
- Ibrahima-Mbayé Tchié : Capitaine Niang
- Ngorba Niang : le sous-officier
- Alassane Fall : Maalik
- Maimouna Ndour : Adji

## Production

### Genèse
Le réalisateur et scénariste s'est inspiré de Sœur Mary Killeen rencontrée à Paris. Cette religieuse atypique lui a raconté sa vie auprès d'orphelins, dans un bidonville de Nairobi. Dès l'écriture du scénario, le réalisateur a pensé à Corinne Masiero pour tenir le rôle de la religieuse. Il voulait réaliser un téléfilm qui fasse « rire et pleurer ».

### Tournage
Le téléfilm a été tourné près du village de Saint-Louis, au Sénégal, que le chef décorateur, Bertrand L'Herminier, a fait découvrir au réalisateur. En effet, il avait participé au tournage, dans ce même village, du film Les Caprices d'un fleuve de Bernard Giraudeau en 1996.

## Audience
Les deux parties du téléfilm diffusées en France ont rassemblée 5.21 puis 4.53 millions de téléspectateurs, représentant des PDA s’élevant à 23.2 et 24%,
soit une moyenne de 5,206 millions de téléspectateurs, dont 23,6 % sur les personnes de quatre ans et plus et 18,9 % sur les femmes de moins de cinquante ans selon Médiamétrie.

## Accueil critique
Moustique salue la prestation de Corinne Masiero qui, « comme à son habitude, apporte sa touche de fantaisie et d'insolence à une comédie réussie qui flirte çà et là avec le drame de manière subtile et méthodique ».

### Revue de presse
- Cédric Melon, « Une belle histoire. Tournée à Saint-Louis au Sénégal, la fiction en deux parties Colombine étonne par son sujet, son personnage, son casting et son audace. Présentation », Télécâble Sat Hebdo no 1532, SETC, Saint-Cloud, 9 septembre 2019, p. 8-9,  (ISSN 1630-6511)